# Commando Delta
Die Commando Delta waren Terroreinheiten, die zur  OAS in Algerien gehörten. Sie waren Anfang der 1960er Jahre aktiv. Die Einheiten töteten beispielsweise muslimische Algerier, die in Stadtteilen weißer christlicher Algerien-Franzosen lebten, um diese Stadtteile ethnisch zu säubern. Die Commando-Delta-Einheiten wurden von Roger Degueldre 1961 aufgestellt und befehligt. Degueldre desertierte 1961 aus der Fremdenlegion.
Die Commandos Delta waren auch aktiv an der Ermordung von Franzosen beteiligt, die der „Sache Französisch-Algeriens“ entgegenstanden und von der OAS als Verräter angesehen wurden. Der französische Polizeioffizier Roger Gavoury beispielsweise war ein Opfer solcher Attentate. Es wird allerdings vermutet, dass der französische Geheimdienst Direction Générale de la Sécurité Extérieure (DGSE) bzw. der Service d’Action Civique ebenfalls Morde begangen hat, um sie der OAS in die Schuhe zu schieben.

## Organisation
- BAO – Bureau d’Action Opérationnelle, (Leutnant Roger Degueldre, Adjutant Leutnant Pierre Delhomme), verantwortlich für die Operationen.
  - Commandos Delta (Leutnant Roger Degueldre)
    - Delta 1 (Albert Dovecar)
    - Delta 2 (Wilfried Schliederman)
    - Delta 3 (Jean-Pierre Ramos)
    - Delta 4 (Leutnant Jean-Loup Blanchy)
    - Delta 5 (Josué Giner, alias «Jésus de Bab-el-Oued»)
    - Delta 6 (Gabriel Anglade)
    - Delta 7 (Jacques Sintes)
    - Delta 9 (Jo Rizza)
    - Delta 10 (Joseph-Edouard Slama)
    - Delta 11 (Paul Mancilla)
    - Delta 24 (Marcel Ligier)
    - Delta 33 (Jacques Bixio)

## Der Algerienkrieg
Die Commandos Delta waren nachweislich für folgende Aktionen verantwortlich:
- Mordanschlag von Château-Royal: Ermordung von sechs Personen, die an sozialen Einrichtungen gearbeitet haben
- Operation „Rock and Roll“: Verursachung von 120 Explosionen innerhalb von zwei Stunden in der Nacht vom 5. auf den 6. März 1962
- die Morde vom 22. März 1962, die zur Isolation des Stadtviertels Bab El Oued führten[2]
- die Operation Charlotte-Corday: Der Versuch, Charles de Gaulle 1962 zu entführen bzw. ihn zu ermorden

Der OAS wurden insgesamt die Ermordung mehrerer Tausend Algerier zur Last gelegt.

## Spätere Verwendung des Namens Commando Delta
Der Name Commando Delta wurde später in Zusammenhang mit rechtsradikalen Anschlägen in Frankreich verwendet:
- November 1977:  Anschlag auf einen kommunistischen Buchladen in  Toulon.
- 2. Dezember 1977: Ermordung von Laïd Sebaï, Mitglied des  Amicale des Algériens en Europe („Freunde der Algerier in Europa“) in Paris.[3]
- 4. Dezember 1977: Bombenanschlag auf algerische Arbeiter in  Marange-Silvange[4]
- 11. Dezember 1977: Molotowcocktails wurden in den Eingangsbereich eines sogenannten Sonacotra-Hauses in Strasbourg-Meinau geworfen. Sonacotra (heute Adoma) sind Wohnhäuser aus dem sozialen Wohnungsbau mit hohem Ausländeranteil.[5]
- 27. Dezember 1977: Anschlag auf einen Gewerkschaftssaal in Cambrai, mit geringem Schaden.[6]
- 31. Dezember 1977:  Bombenanschlag auf das Rathaus der Stadt Marcoing.[7]
- 14. März 1978: Anschlag auf das Büro der Amicale des Algériens in Toulon.[8]
- 24. März 1978: Anschlag auf ein Büro der Kommunistischen Partei Frankreichs in Toulon.[9]
- 4. Mai 1978: Ermordung von Henri Curiel in Paris[10]
- 7. April 1980: Brandanschlag auf die Tür eines militanten Kommunisten in Aubervilliers.[11]
- 7. Juni 1980: Brandanschlag auf das Haus eines Mitgliedes der Kommunistischen Partei Frankreichs in Aubervilliers.[12][13]
- 3. März 1981: Versuchter Anschlag mit einer Paketbombe gegen einen Direktor der Zeitung  Le Monde.[14]
- 30. September 1983: Commandos Delta bezichtigte sich selbst eines Anschlags auf das Internationale Forum am Palais des Congrès in Marseille, 1 Toter, 26 Verletzte.[15]